# Ronetta Smith
Ronetta Jamilah Smith, jamajška atletinja, * 2. maj 1980, Kingston, Jamajka.
Nastopila je na olimpijskih igrah leta 2004 ter osvojila bronasto medaljo v štafeti 4×400 m. Na svetovnih prvenstvih je v isti disciplini osvojila srebrno medaljo leta 2005 in bronasto leta 2003, na svetovnih dvoranskih prvenstvih pa srebrno medaljo leta 2003.